# Don (fiume Yorkshire)
Il Don è un fiume inglese che scorre nello South Yorkshire e nell'East Yorkshire.

## Percorso
Nasce sui monti Pennini, ad ovest della località di Dumford Bridge, e scorre verso est sino al villaggio di Penistone, dove volge verso sud-est. Dopo aver bagnato Sheffield, nella cui area metropolitana riceve il Loxley e lo Sheaf, piega verso nord-est lambendo le città di Rotherham, dove riceve in destra orografica il Rother, e Doncaster. Originariamente sfociava nel Trent, ma negli anni venti del XVII secolo l'ingegnere Cornelius Vermuyden ne deviò il corso facendolo immettere in destra orografica nell'Ouse presso Goole, nell'East Yorkshire.
Il Don ha dato il nome all'omonimo fiume canadese.